# Дробіленко Андрій Іванович
Андрій Іванович Дробіленко — старший лейтенант Збройних сил України, відзначився у ході російського вторгнення в Україну, учасник російсько-української війни, Герой України з удостоєнням ордена «Золота Зірка» (посмертно).

## Життєпис
Андрій Дробіленко народився 13 липня 1969 року в Кривому Розі на Дніпропетровщині. Після закінчення середньої школи 62 навчався в Криворізькому гірничорудному інституті.
Розпочав свою трудову діяльність 1992 року на Ленінському рудоремонтному заводі, згодом працював на інших підприємствах. У 2017 році був призначений начальником виробничого цеху на ТОВ «ДЕТ-ЮА».
У ході повномасштабного російського вторгнення в Україну 19 серпня 2022 року був мобілізований до лав ЗСУ та перебував на передовій. Обіймав військову посаду командира взводу стрілецького батальйону 92-тої окремої штурмової бригади імені кошового отамана Івана Сірка.
Загинув 27 жовтня 2022 року: командував групою, яка героїчно утримувала оборонний рубіж у районі села Новоселівське Сватівського району на Луганщині та зазнав смертельних поранень під вогнем важкої техніки та артилерії.
Чин прощання відбувся 4 листопада 2022 року на Краматорському кладовищі.

## Родина
У загиблого залишились дружина та син, яким 6 грудня 2023 року Президент України урочисто передав орден «Золота Зірка».

## Нагороди
- звання «Герой України» з удостоєнням ордена «Золота Зірка» (29 вересня 2023, посмертно) — за особисту мужність і героїзм, виявлені у захисті державного суверенітету та територіальної цілісності України, самовіддане служіння Українському народові